# 卡拉季县
卡拉季县(波斯语: ‎)，是伊朗厄尔布尔士省的一个县。首府位于卡拉季。依2006年统计，该县人口为1,709,481，共472,365户。该县分为2个区，为中心区、阿萨拉区。
该县辖有7市6乡，分别为卡拉季(Karaj)、姆赫达什特(Mahdasht)、卡马勒沙赫尔(Kamal Shahr)、穆罕默德沙赫尔(Mohammadshahr)、加尔姆达雷赫(Garmdarreh)、梅什金达什特(Meshkin Dasht)、阿萨拉(Asara)、加尔姆达雷赫乡(Garmdarreh)、卡马拉巴德乡(Kamalabad)、穆罕默德阿巴德乡(Mohammadabad)、阿达兰乡(Adaran)、阿萨拉乡(Asara)、内萨乡(Nesa)。